# Melinda dasysternita
Melinda dasysternita är en tvåvingeart som beskrevs av Chen, Deng och Fan 1992. Melinda dasysternita ingår i släktet Melinda och familjen spyflugor.
Artens utbredningsområde är Sichuan (Kina). Inga underarter finns listade i Catalogue of Life.